# Lunteren vasútállomás
Lunteren vasútállomás vasútállomás Hollandiában, Ede községben, Lunteren településen.

## Vasútvonalak
Az állomást az alábbi vasútvonalak érintik:
- Nijkerk–Ede-Wageningen-vasútvonal

## Kapcsolódó állomások
A vasútállomáshoz az alábbi állomások vannak a legközelebb:
- Barneveld Zuid vasútállomás
- Ede Centrum vasútállomás